# Стамболийски (село)
Стамболийски (болг. Стамболийски) — село в Болгарии. Находится в Хасковской области, входит в общину Хасково. Население составляет 998 человек.

## Политическая ситуация
В местном кметстве Стамболийски, в состав которого входит Стамболийски, должность кмета (старосты) исполняет Славчо Стефанов Райков («Болгары Хасково») по результатам выборов правления кметства.
Кмет (мэр) общины Хасково — Георги Иванов Иванов (коалиция партий: партия «Родина», демократический союз «Радикалы») по результатам выборов в правление общины.